# David Mickey Evans
David Mickey Evans (Wilkes-Barre, 20 ottobre 1962) è un regista e sceneggiatore statunitense.

## Biografia
Nato in Pennsylvania, nel 1980 si è trasferito a Los Angeles e si è laureato alla Loyola Marymount University in tecnica cinematografica nel 1984. Dopo la fine degli studi ha iniziato a lavorare come sceneggiatore e in seguito com regista, specializzandosi soprattutto in commedie per famiglie.

## Filmografia

### Regista
- 1993 - I ragazzi vincenti
- 1996 - First Kid - Una peste alla Casa Bianca
- 2000 - Beethoven 3
- 2001 - Beethoven 4
- 2003 - Barely Legal - Doposcuola a luci rosse
- 2003 - Wilder Days
- 2005 - Il ritorno dei ragazzi vincenti
- 2007 - The Final Season
- 2009 - Ace Ventura 3
- 2010 - Tranced
- 2012 - Smitty - Un amico a quattro zampe

### Sceneggiatore
- 1986 - Terminal Entry
- 1987 - Open House
- 1992 - Il grande volo
- 1993 - I ragazzi vincenti
- 1996 - Ed - Un campione per amico
- 2004 - Topolino, Paperino, Pippo: I tre moschettieri
- 2005 - Il ritorno dei ragazzi vincenti
- 2009 - Ace Ventura 3